# Station Babat
Babat is een spoorwegstation in westelijke deel van Lamongan in de Indonesische provincie Oost-Java.